# 日本性教育協会
日本性教育協会（にほんせいきょういくきょうかい、The Japanese Association for Sex Education、略称:JASE）は、一般財団法人日本児童教育振興財団の一部門で、同財団の学校における性教育振興のための事業を担当。2012年4月1日に財団法人日本児童教育振興財団と合併するまでは、財団法人日本性教育協会であった。

## 概要
- 所在: 東京都千代田区神田神保町1-3 冨山房ビル5階
- 設立: 1972年（昭和47年）。2012年4月1日に日本児童教育振興財団と合併。
- 活動: 学校、社会、家庭における正しい性教育の普及。

## 事業
- 性教育に関する基礎的な調査、研究及び内外の資料文献の収集分析。
- 性教育に関する研究会、講習会、講演会等の開催助成。
- 性教育に関する雑誌、図書、資料の出版。
- その他前条の目的を達成するために必要な事業。

## 研究事業
- 現代性教育研究ジャーナルの発行
- 青少年の性行動調査の実施

## 出版物
- 現代性教育研究月報
- 性教育ハンドブック
- 性科学ハンドブック
- 日本＝性研究会議会報
- セクシュアル・ヘルスの推進行動のための提言
- すぐ授業に使える性教育実践資料集(小・中・高校版)
- 「若者の性」白書